# Criptó
El criptó és l'element químic de símbol Kr i nombre atòmic 36. És un element del grup dels gasos nobles o grup 18 de la taula periòdica i està ubicat al període 4t. A temperatura ambient és un gas incolor, inodor, no tòxic i molt pesant. Fou descobert el 1898 pels químics britànics William Ramsay i Morris W. Travers per destil·lació fraccionada de l'aire. L'anomenaren «criptó», del grec κρυπτόν kriptón 'ocult'. Malgrat ser d'un grup d'elements inerts, s'ha aconseguit sintetitzar alguns composts, essent el més destacat el difluorur de criptó {\displaystyle {\ce {KrF2}}}. S'obté de l'aire, pràcticament l'únic lloc on se'l troba a la Terra, i s'empra en làmpades especials.

## Història
La història del criptó comença el 1894, quan el físic anglès Lord Rayleigh (1842–1919) i el químic escocès William Ramsay (1852–1916) investigaven per què el nitrogen extret dels compostos químics era més lleuger que el nitrogen extret de l'aire, com havia observat Henry Cavendish cent anys abans. Ramsay trobà que, després que el nitrogen atmosfèric hagués reaccionat amb el magnesi metàl·lic calent, sobrava una petita proporció d'un gas més pesant i menys reactiu. Per aquest motiu l'anomenà «argó» del grec ἀργόν, argon 'inactiu'. Com que no tenia lloc a la taula periòdica suposà que hi havia tot un grup que restava per descobrir-se.

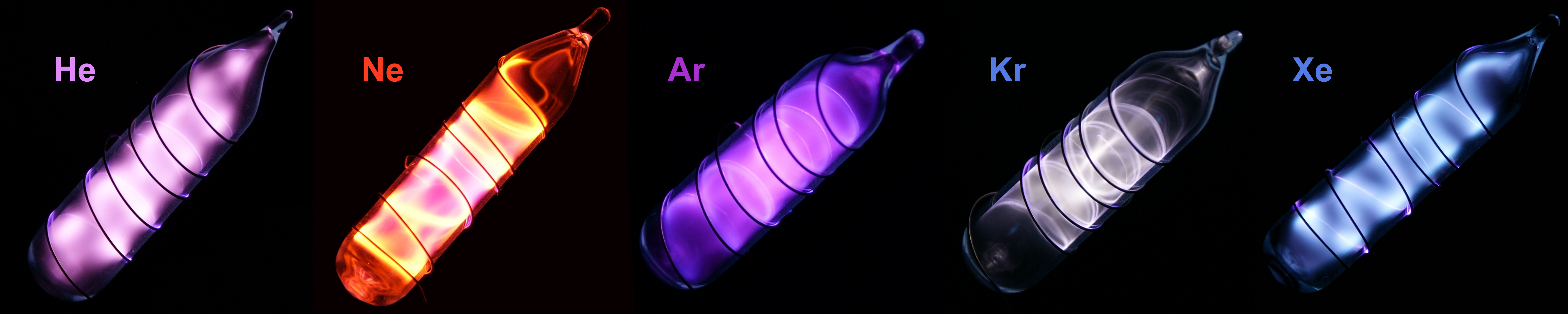
Color dels diferents gasos nobles dins tubs de descàrrega.

El maig de 1898, al University College London, Ramsay i al seu estudiant Morris W. Travers (1872–1961) deixaren evaporar una mostra d'aire líquid fins que quedaren només uns pocs mil·lilitres. En examinar la descàrrega elèctrica del residu amb un espectroscopi, l'aparició d'una línia groga i una línia verda brillant, confirmant la presència d'un element nou que anomenaren «criptó», del grec κρυπτόν kriptón 'ocult'.
El 1960, l'Oficina Internacional de Pesos i Mesures definí el metre en funció de la longitud d'ona de la radiació emesa per l'isòtop criptó 86 en substitució de la barra prototip del metre. En concret, el metre estava definit com 1.650.763,73 vegades la longitud d'ona de l'emissió roja-taronja d'un àtom de criptó 86. El 1983, la definició del metre se substituí per la distància recorreguda per la llum en 1/299.792.458 segons.

## Abundància i obtenció
El criptó és un gas rar en l'atmosfera terrestre, de l'orde d'1,1 ppm en volum (0,000114%). Hom pot trobar-lo entre els gasos volcànics, aigües termals i en diversos minerals en molt petites quantitats. Tanmateix, ocupa la 7a posició en abundància, un poc per sota del metà. Quant a abundància dels elements químics a l'escorça de la Terra, ocupa la posició 81a amb un percentatge de l'1,5×10–8 %, i només supera al protoactini, al radi i al xenó. A l'univers l'abundància és del 4×10–6 %.

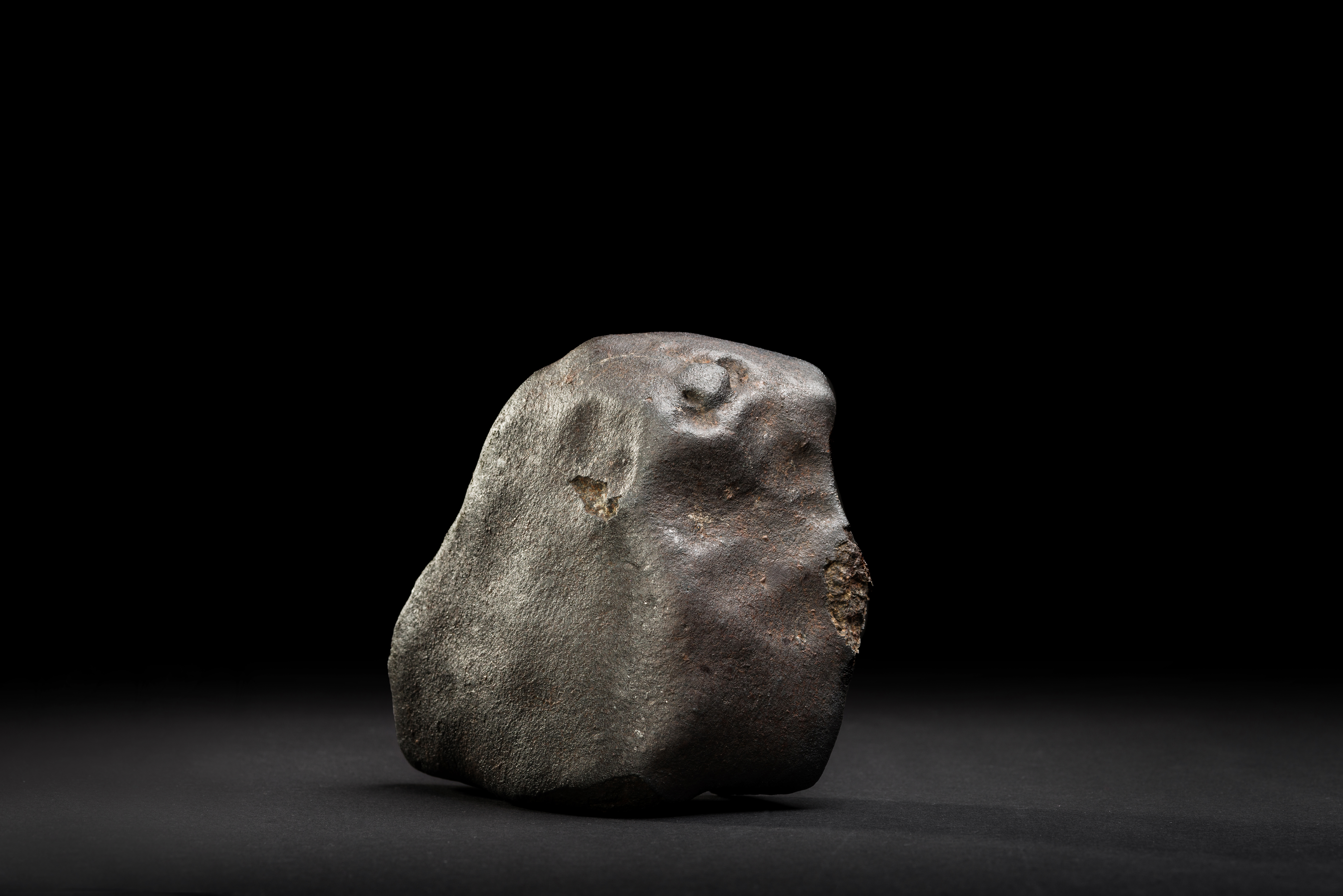
Meteorit Murchinson, de 100 kg que fou descobert a Murchison, a l'estat de Victòria, a Austràlia, l'any 1969.

En l'atmosfera del planeta Mart s'ha trobat un contingut de 0,3 ppm de criptó. Juntament amb altres gasos rars. El criptó també s'ha trobat en meteorits, com al meteorit Murchison, una condrita carbonatada.
Pot extraure's de l'aire per destil·lació fraccionada.
La seva única altra font notable és la fissió de l'urani procedent dels reactors nuclears. Produeix diversos isòtops essent el radionúclid {\displaystyle {\ce {^85Kr}}} (rendiment de fissió ∼ 0,3%), el que té el període de semidesintegració considerablement més llarg, de 10,8 anys, per la qual cosa és l'únic que s'acumula. Decau en {\displaystyle {\ce {^85Rb}}} no radioactiu amb emissió d'una partícula β.
{\displaystyle {\ce {^85_36Kr -> ^85_37Rb + ^0_{-1}e}}}

## Característiques principals

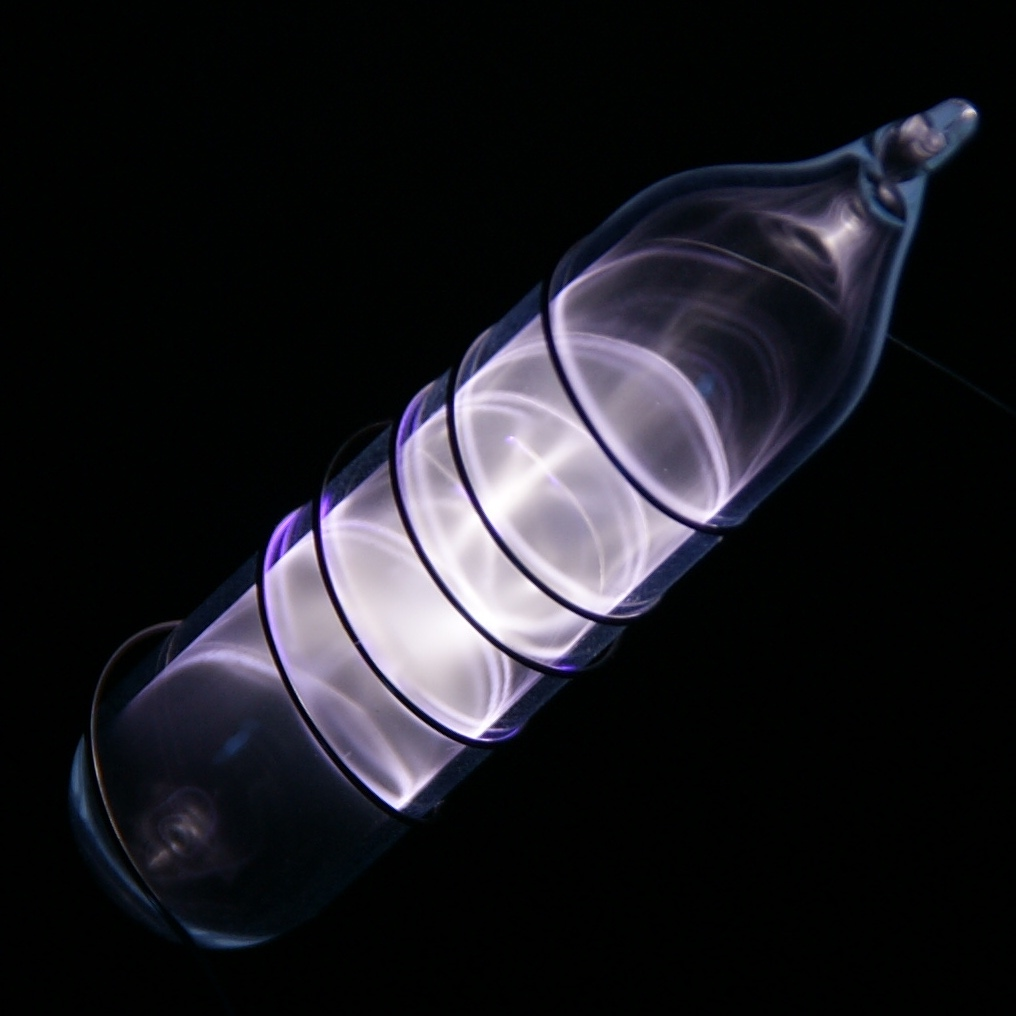
Llum del criptó dins d'un tub de descàrrega.

### Propietats físiques
El criptó és un gas noble incolor, inodor i insípid de molt petita reactivitat, caracteritzat per un espectre de línies verdes i roig-taronja molt brillants. Té una densitat a 0 °C de 3,733 g/L, el seu punt d'ebullició és –153,34 °C i el de fusió –157,36 °C.
És un dels productes de la fissió nuclear de l'urani. El criptó sòlid és blanc, d'estructura cristal·lina cúbica centrada en les cares, igual que la resta de gasos nobles.

### Propietats químiques
El criptó és el gas noble més lleuger que forma compostos que es poden aïllar en quantitats macroscòpiques. La síntesi i aïllament del primer compost de criptó, el difluorur de criptó {\displaystyle {\ce {KrF2}}} tengué lloc el 1963 per part de l'equip del químic nuclear alemany Aristid von Grosse (1905–1985), poc després de les síntesis dels primers compostos de xenó el 1962, i seixanta-cinc anys després del descobriment d'ambdós elements. Tanmateix, en aquell moment, se suposà erròniament que s'havia sintetitzat el tetrafluorur de kriptó. El difluorur de criptó s'ha mantingut fins ara com l'únic compost de criptó binari aïllat. A diferència dels compostos de xenó, que s'han caracteritzat pel xenó en els estats d'oxidació de + ½, +2, +4, +6 i +8, la química del criptó es limita a l'estat d'oxidació de +2 i tots els compostos coneguts s'han derivat de {\displaystyle {\ce {KrF2}}}.

Molècula lineal de difluorur de criptó KrF2.

A causa de la seva inestabilitat termodinàmica, el {\displaystyle {\ce {KrF2}}} és una bona font de radicals {\displaystyle {\ce {F.}}} i un oxidant molt més fort que el fluor elemental {\displaystyle {\ce {F2}}}. La seva síntesi en quantitats de gram és difícil i només s'utilitzen alguns mètodes de baixa temperatura basats en la generació de radicals {\displaystyle {\ce {F.}}}, com ara filferro calent, descàrrega elèctrica de resplendor i mètodes de fotòlisi ultraviolada. Els derivats de {\displaystyle {\ce {KrF2}}} es preparen sovint usant les seves capacitats de donant d'ions fluorur, que en reacció amb àcids forts de Lewis com {\displaystyle {\ce {SbF5}}} o {\displaystyle {\ce {AsF5}}}, formen sals dels cations {\displaystyle {\ce {KrF+}}} i {\displaystyle {\ce {Kr2F3+}}}. Amb acceptors de fluor dèbils, el {\displaystyle {\ce {KrF2}}} forma adductes ponts de fluor on el lligand {\displaystyle {\ce {KrF2}}} es coordina a través del fluor a centres metàl·lics o no-metàl·lics, per exemple {\displaystyle {\ce {MOF4}}} {\displaystyle {\ce {(M = Cr, Mo, W)}}} i {\displaystyle {\ce {BrOF2+}}}. Tanmateix, el criptó és força selectiu a l'hora de formar enllaços i només s'enllaça en les condicions adequades als àtoms més electronegatius (fluor, oxigen i nitrogen) amb només un exemple d'enllaç {\displaystyle {\ce {Kr-O}}} conegut fins ara, a {\displaystyle {\ce {Kr(OTeF5)2}}}.
L'acidesa de Lewis del catió {\displaystyle {\ce {KrF+}}} s'ha emprat per a la síntesi de {\displaystyle {\ce {[HCNKrF]+ [AsF6]-}}}, que presenta el primer exemple d'un enllaç criptó-nitrogen. Les propietats oxidants extremes de {\displaystyle {\ce {KrF2}}} i {\displaystyle {\ce {KrF+}}} s'han aprofitat per a la síntesi de compostos d'alta valència que, d'altra banda, són difícils d'aconseguir, que contenen {\displaystyle {\ce {Ag(III)}}}, {\displaystyle {\ce {Ni(IV)}}}, {\displaystyle {\ce {Au(V)}}} i espècies exòtiques com {\displaystyle {\ce {Tc^{VII}OF5}}}, {\displaystyle {\ce {Os^{VIII}O2F4}}}, {\displaystyle {\ce {Cl^{VII}F6+}}} i {\displaystyle {\ce {Br^{VII}F6+}}}.
Pot formar clatrats amb l'aigua en quedar els seus àtoms atrapats en la xarxa de molècules d'aigua. També se n'han sintetitzat clatrats amb hidroquinona i fenol.

## Isòtops

Reacció de fissió nuclear on s'obté criptó 89.

El criptó natural és una barreja de sis isòtops estables: criptó 84 (57,0%), criptó 86 (17,3%), criptó 82 (11,6%), criptó 83 (11,5%), criptó 80 (2,25%) i el criptó 78 (0,35%). A més d'aquests isòtops s'han obtingut artificialment isòtops del criptó des del nombre màssic 69 al 100; d'aquests isòtops; vint-i-cinc són radioactius.
El radioisòtop de vida més llarga és el criptó 81, que és producte de reaccions atmosfèriques amb els altres isòtops naturals, té un període de semidesintegració o semivida de 229.000 anys. El radioisòtop criptó 85 té un període de semidesintegració de 10,76 anys, i és el radionúclid que es produeix en la fissió de l'urani i del plutoni de semivida més llarga, ja que els altres no superen les tres hores. Les fonts d'aquest isòtop són les proves nuclears (bombes), els reactors nuclears i el reprocessat de les barres de combustible dels reactors. Una de les reaccions on es produeix és:
{\displaystyle {\ce {^235_92U + ^1_0n -> ^236_92U -> ^144_56Ba + ^89_36Kr + 3^1_0n}}}

## Aplicacions

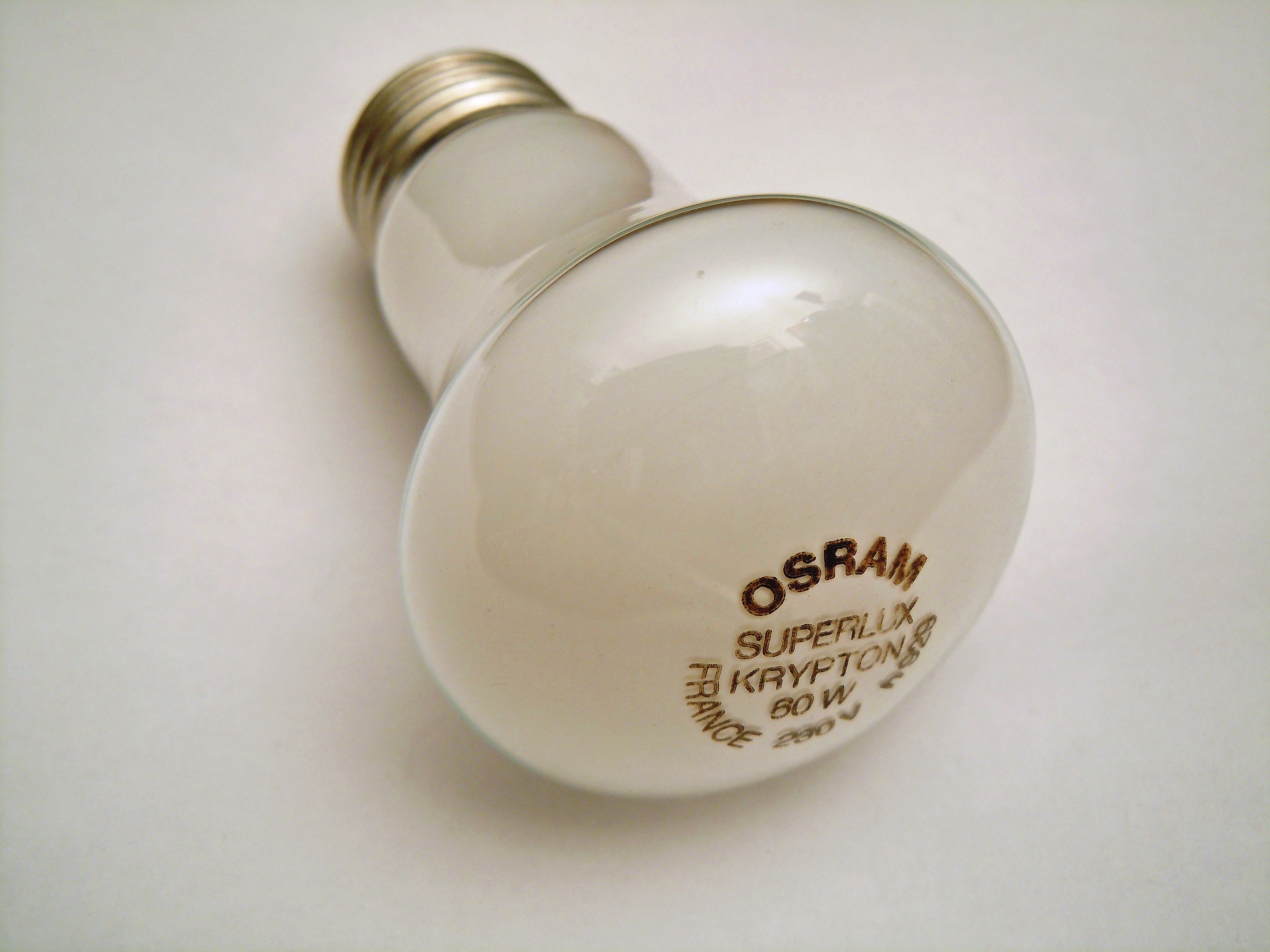
Làmpada amb criptó.

### Il·luminació
El criptó s'utilitza en solitari o mesclat amb neó i argó en làmpades fluorescents; en sistemes d'il·luminació d'aeroports, ja que l'abast de la llum roja emesa és major que l'ordinària inclús en condicions climatològiques adverses de boira; i en les làmpades incandescents de filament de tungstè de projectors de cine. També s'usa en flaixos fotogràfics per a fotografia d'alta velocitat.

### Medicina
El làser de criptó s'empra en medicina per a la cirurgia de la retina de l'ull. Permet obtenir longituds d'ona entre 406,7 nm i 676,4 nm, essent la més intensa aquesta darrera.

### Altres
El criptó 85 s'empra en la detecció de fugues en contenidors de residus nuclears segellats i per a excitar el fòsfor de fonts de llum sense alimentació externa d'energia. El criptó 81 s'ha fet servir en datacions.